# Imperialism
Imperialism è un videogioco strategico a turni per Windows e Mac OS, sviluppato da Frog City Software e pubblicato da Strategic Simulations nel 1997, nel quale si controlla uno stato del XIX secolo (in uno scenario storico oppure fittizio) con lo scopo di dar vita ad un impero. Imperialism ha avuto un seguito, Imperialism II: Age of Exploration, nel 1999.